# Miguel Grau Seminario

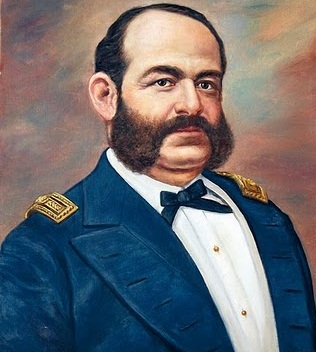
Miguel Grau Seminario

Miguel Grau Seminario (* 27. Juli 1834 in Piura, Peru; † 8. Oktober 1879 an Bord der Huáscar beim Seegefecht von Angamos, Bolivien) war ein peruanischer Admiral und gilt heute als peruanischer Nationalheld.

## Leben
Miguel Grau wurde am 27. Juli 1834 in Piura als Sohn von Juan Manuel Grau y Berrío, einem Oberstleutnant der Armee von Großkolumbien, und María Luisa Seminario y del Castillo geboren.
Am 12. April 1867 heiratete Miguel Grau die aus Lima stammende Dolores Cabero y Nùñez. Aus dieser Ehe sind zehn Kinder hervorgegangen: Enrique, Miguel Gregorio, Juan Manuel Pedro Blas Óscar, Ricardo Florencio, María Luisa, Carlos Pedro, Rafael Leopoldo, Victoria, Elena und Miguel.

### Laufbahn
Im Alter von 10 Jahren heuerte Miguel Grau auf einem Handelsschiff an. Nach einer kurzen Lehrzeit auf der Marineakademie von Callao wurde er Fähnrich bei der peruanischen Marine.
1856 schloss er sich dem Aufstand gegen Präsident Ramón Castilla an. 1858 war er erneut bei der Handelsmarine tätig. Nachdem er 1860 wieder der peruanischen Marine beitrat, wurde ihm 1865 das Kommando über die Lersundi übertragen. Er hatte zu diesem Zeitpunkt den Rang eines Kapitäns zur See.
Miguel Grau war 1866 als Kommandant der Unión am Seegefecht von Abtao im Spanisch-Südamerikanischen Krieg beteiligt. Nach dem Krieg gegen Spanien wurde Miguel Grau Kommandant des in England gebauten, modernen Panzerschiffs Huáscar.
Im Jahre 1866 wurde John Randolph Tucker von der peruanischen Regierung zum Flottenchef ernannt. Miguel Grau protestierte mit einigen seiner Kameraden gegen diese Entscheidung und wurde daraufhin im August 1866 auf der Insel San Lorenzo inhaftiert. Im Februar 1867 wurde Miguel Grau aus dem Gefängnis freigelassen.
1875 wurde Miguel Grau Abgeordneter im peruanischen Kongress. Daneben war er als Leiter der Marineschule von Callao tätig.
1879 nahm Miguel Grau in maßgeblicher Funktion am Salpeterkrieg teil und leitete die Operationen der peruanischen Marine, wobei er zunächst den Rang eines Konteradmirals innehatte und dann zum Admiral befördert wurde. Während des Krieges erwarb er sich in Südamerika die Ehrenbezeichnung „Ritter der Meere“ (Caballero de los Mares).
Während der Seegefechte von Iquique und von Punta Gruesa am 21. Mai 1879, an denen neben der Huáscar auch das peruanische Panzerschiff Independencia beteiligt war, rammte er mit dem eisernen Rammsporn seines Rammmonitors die chilenische Korvette Esmeralda und versenkte sie. Beim Kampf um die Esmeralda kamen der Kommandant des Schiffes, der chilenische Nationalheld Arturo Prat, und weitere 139 chilenische Seeleute ums Leben (dagegen wurde nur ein einziger Seemann von der Huáscar getötet). Bevor Miguel Grau den Kampf weiterführte, gab er den Befehl, die 62 überlebenden chilenischen Seeleute zu retten, darunter auch Leutnant zur See Luis Uribe Orrego, den letzten Kommandanten der Esmeralda.
Zum Zeitpunkt der Versenkung der Esmeralda dauerte das Seegefecht bereits dreieinhalb Stunden. Die Szene der Versenkung der Esmeralda durch die Huáscar ist von dem britischen Künstler Thomas Somerscales auf einem Gemälde verewigt worden.
Nachdem die chilenischen Seeleute der Esmeralda an Bord der Huáscar genommen worden waren, nahm Admiral Grau die Verfolgung des geflohenen chilenischen Kanonenbootes Covadonga auf, das er im Gefecht mit der schwer beschädigten und von der eigenen Besatzung in Brand gesetzten Independencia antraf. So musste er auch die überlebende Mannschaft der sinkenden Independencia retten. Hiernach griff er einen chilenischen Konvoi an, der Soldaten, Munition und sonstiges Material nach Antofagasta bringen sollte. Die Chilenen mussten daraufhin die Seeblockade der damals noch peruanischen Stadt Iquique beenden und sich mit ihren Schiffen nach Valparaíso zurückziehen.
Fünf Tage nach diesem Gefecht griff Admiral Miguel Grau mit der Huáscar den Hafen von Antofagasta an, zerstörte die dortigen Artilleriestellungen und eroberte am nächsten Tag zwei chilenische Handelsschiffe bei Cobija.
Einige Wochen nach dem Kampf sandte Admiral Grau den Degen des gefallenen Arturo Prat zusammen mit einem Beileidsschreiben an dessen Witwe, wobei er den Mut und die Tapferkeit seines Kontrahenten mit anerkennenden Worten lobte und sich bedauernd über die Schrecken des Krieges äußerte. Prats Witwe nannte Grau daraufhin einen Ritter der Meere, eine Bezeichnung, die sich insbesondere nach Graus Tod in das öffentliche Bewusstsein einprägte.
In der Folgezeit kaperte Admiral Miguel Grau mit der Huáscar u. a. das chilenische Transportschiff Rímac, das 300 Soldaten, Pferde und militärische Ausrüstung an Bord hatte, und versenkte weitere 16 chilenische Versorgungsschiffe. Auch die Häfen von Cobija, Tocopilla, Platillos and Mejillones, Huanillos, Punta de Lobo, Chañaral, Huasco, Caldera, Coquimbo und Taltal wurden von der Huáscar beschossen.
Eine Vielzahl weiterer Schiffe der Chilenen wurden von Miguel Grau erobert (u. a. die Schiffe Emilia, Adelaida Rojas, E. Saucy Jack, Adriana Lucía, Coquimbo, Clorinda (zurückerobert) und Caquetá (zurückerobert)) oder beschädigt (u. a. die Schiffe Blanco Encalada, Abtao, Magallanes, Matías Cousiño).
Die ständigen Angriffe von Admiral Miguel Grau setzten den Chilenen stark zu und verhinderten den Fortgang des Landkrieges. Die chilenische Marine begann daraufhin eine erbarmungslose Jagd auf Miguel Grau. Propagandistisch wurde diese Jagd mit der Vergeltung für den Tod Arturo Prats begründet.

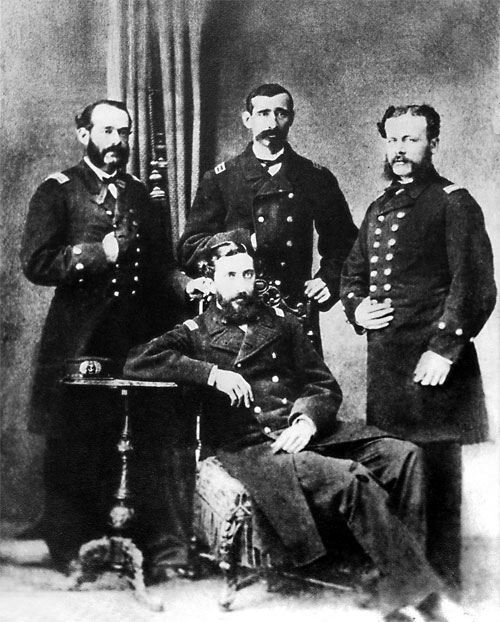
Los „Cuatro Ases de la Marina“: Grau, Montero, García y García, Ferreyros

### Tod und posthume Verehrung
Am 8. Oktober 1879 wurde die Huáscar unter Admiral Grau von sechs chilenischen Schiffen beim Seegefecht von Angamos gestellt und geentert. Ganz zu Beginn des Gefechtes waren Admiral Grau und Kapitänleutnant Diego Ferré durch einen Granattreffer auf der Kommandobrücke getötet worden. Die Chilenen kaperten die Huáscar und setzten sie anschließend gegen die Peruaner ein; sie kann heute in der chilenischen Hafenstadt Talcahuano besichtigt werden.
Miguel Grau wurde 1967 vom Peruanischen Kongress postum der Rang eines Großadmirals (Gran Almirante del Perú) verliehen. Am 21. März 1958 wurden die sterblichen Überreste von Miguel Grau von Chile an Peru zurückgegeben. Mehrere Schiffe der peruanischen Marine, u. a. das derzeitige Flaggschiff BAP Almirante Grau, wurden nach Miguel Grau benannt. Auch die jeweils wichtigsten Fußballstadien in Callao und in Piura sind nach Miguel Grau benannt. Im Jahr 2000 wurde Grau sogar zum „Peruaner des Jahrtausends“ gekürt. Grau, der bis zu seinem Tod Abgeordneter des peruanischen Kongresses war, wird bis heute zu Beginn jeder Plenarsitzung gedacht. Immer vor Beginn der Debatte wird sein Name aufgerufen, worauf alle Kongressabgeordneten „Anwesend!“ antworten.
Prat und Grau, deren Lebensläufe gewisse Parallelen aufweisen und die 13 Jahre vor ihrem Tod Seite an Seite im Spanisch-Südamerikanischen Krieg gegen die spanische Flotte gefochten hatten, gelten in ihren jeweiligen Ländern als Symbolfiguren der Ritterlichkeit, der vaterländischen Opferbereitschaft und des Edelmutes.